# Janowo (rejon szarkowszczyński)
Janowo (biał. Іванава; ros. Иваново) – wieś na Białorusi, w obwodzie witebskim, w rejonie szarkowszczyńskim, w sielsowiecie Hermanowicze.

## Historia
W czasach zaborów w powiecie dzisieńskim, w guberni wileńskiej Imperium Rosyjskiego.
W latach 1921–1945 kolonia leżała w Polsce, w województwie wileńskim, w powiecie dziśnieńskim, w gminie Hermanowicze.
Według Powszechnego Spisu Ludności z 1921 roku zamieszkiwały tu 73 osoby, 13 było wyznania rzymskokatolickiego, 51 prawosławnego a 9 staroobrzędowego. Jednocześnie 12 mieszkańców zadeklarowało polską a 61 białoruską przynależność narodową. Było tu 11 budynków mieszkalnych. W 1931 w 21 domach zamieszkiwało 93 osoby.
Wierni należeli do parafii rzymskokatolickiej w Hermanowiczach i prawosławnej w Szkuncikach. Miejscowość podlegała pod Sąd Grodzki w Łużkach i Okręgowy w Wilnie; właściwy urząd pocztowy mieścił się w Hermanowiczach.
W wyniku napaści ZSRR na Polskę we wrześniu 1939 miejscowość znalazła się pod okupacją sowiecką. 2 listopada została włączona do Białoruskiej SRR. Od czerwca 1941 roku pod okupacją niemiecką. W 1944 miejscowość została ponownie zajęta przez wojska sowieckie i włączona do Białoruskiej SRR.
Do 1959 miejscowość wchodziła w skład sielsowietu Stefanpol następnie w składzie sielsowietu Hermanowicze
Od 1991 w składzie niepodległej Białorusi.